# McLaren W1
La McLaren W1 est une 2-portes hypercar hybride du constructeur automobile britannique McLaren Automotive, produite à partir de 2025 en 399 exemplaires. Elle est héritière des McLaren F1 et ⁣ P1

## Présentation
La McLaren W1 est présentée le 6 octobre 2024 à Woking, date hommage aux 50 ans des premiers titres pilote et constructeur en Formule 1 du constructeur avec Emerson Fittipaldi.

## Caractéristiques techniques
La McLaren W1 repose sur l'architecture McLaren Carbon Lightweight Architecture (MCLA) en fibres de carbone.

### Motorisation
La W1 est motorisée par un moteur hybride V8 de 4 litres de cylindrée suralimenté par deux turbos, provenant de la McLaren 750S mais profondément remanié. Nommé MHP-8, il développe 928 ch et il est associé à un moteur électrique à flux radial de 347 ch alimenté par une batterie d'une capacité de 1,384 kWh offrant 2 km d'autonomie en électrique. L’ensemble développe 1 275 ch et 1 340 N m de couple.
| Logo de McLaren            | McLaren W1                                                          |
| Moteur                     | 8-cylindres en V à 90°                                              |
| Admission                  | Bi-Turbocompressé                                                   |
| Cylindrée (cm3)            | 3 993                                                               |
| Puissance maximale ch (kW) | Thermique : 928 (682) Électrique : 347 (255) Cumulée : 1275 (938)   |
| au régime de (tr/min)      | 9200                                                                |
| Couple maximal (N m)       | Thermique : 900 Électrique : 440 Cumulé : 1340                      |
| au régime de (tr/min)      | 4500 à 5000                                                         |
| Boîte de vitesses          | Robotisée à double embrayage 8 rapports (marche arrière électrique) |
| Transmission               | Propulsion                                                          |
| Vitesse maximale (en km/h) | 350                                                                 |
| 0-100 km/h (en s)          | 2,7                                                                 |
| 0-200 km/h (en s)          | 5,8                                                                 |
| 0-300 km/h (en s)          | 12,7                                                                |
| Consommation (en L/100 km) |                                                                     |
| Émissions de CO2 (en g/km) | 310                                                                 |
| Masse à vide (kg)          | 1399                                                                |
| Capacité du réservoir (L)  | 62                                                                  |